# Sulla soglia dell'eternità
Sulla soglia dell'eternità (Vecchio che soffre) è un dipinto a olio su tela del pittore olandese Vincent van Gogh, realizzato nel 1890 in Saint-Rémy-de-Provence e basato su una precedente litografia, conservato al Museo Kröller-Müller di Otterlo. 
Il quadro non è istintivo, ma è frutto di un disegno a matita fatto precedentemente, quindi è stato studiato in tutte le sue fasi e successivamente prodotto; il soggetto di “Sulla soglia dell'eternità” è un veterano di guerra chiamato Adrianus Jacobus Zuyderland, che il pittore aveva incontrato circa un anno prima all'interno di un ospizio che si trovava in un'altra località in cui il pittore si era trovato a passare.
Questo quadro rappresenta un uomo ormai anziano e privo di forze che si sente depresso, sul punto di non essere più capace di reagire ai propri stati d'animo, un peso interiore che lo schiaccia e non basterebbe strapparsi la pelle di dosso per arrivare a prenderlo e a gettarlo via. La sua posizione lascia intravedere una situazione tragica, piena di sofferenza e di devastazione, una condizione di impotenza dinnanzi al proprio dolore.
(Vincent van Gogh)

## Descrizione
Nel dipinto possiamo assistere a pennellate dalla grande varietà di colori, prevalgono tonalità sgargianti e accese, ma allo stesso tempo fredde. Si avvertono le sensazioni provate a seguito di un malessere costante, che sembra non finire mai e tormenta implacabile. Le tonalità emanano una percezione di distacco glaciale, come il blu, l'azzurro e il bianco dei vestiti, il giallo della sedia e del pavimento, e il grigio dei capelli.
L'opera venne completata all'inizio di maggio, in un momento in cui van Gogh era convalescente da una grave ricaduta del suo stato di salute e circa due mesi prima della sua morte, avvenuta all'età di 37 anni per una ferita da arma da fuoco, molto probabilmente per suicidio.
La litografia, a sua volta, si basava su un disegno a matita, Worn Out, uno di una serie di studi effettuati nel 1882 utilizzando come modello un veterano di guerra, Adrianus Jacobus Zuyderland.